# The Magician’s Birthday
The Magician’s Birthday (с англ. — «День рождения волшебника») — пятый студийный альбом британской рок-группы Uriah Heep, записанный группой с продюсером Джерри Броном и выпущенный лейблом Bronze Records в ноябре 1972 года.

## Об альбоме
Обложку оригинального винилового релиза оформил дизайнер Роджер Дин. В США синглами вышли «Blind Eye» (#97) и «Sweet Lorraine» (#91). «Spider Woman» поднялась в Германии до 13-го места.
Альбом вошёл в хит-парады Норвегии (#5), Австралии (#6), Великобритании (#28), США (#31) и Финляндии (#1, две недели). 22 января 1973 года альбом получил в США «золотой» статус.

## Комментарии к песням
«The Magician’s Birthday» — сказочная история о борьбе добра со злом — была (как утверждается в комментариях на обложке альбома) написана по мотивам рассказа Кена Хенсли. Первая часть рассказывает о путешествии к за́мку волшебника. Вторая («Оркестр орхидей») представляет собой необычную версию «Happy Birthday to You» (где мелодический контрапункт обеспечивает Ли Керслейк на казу). Третья (инструментальная) секция иллюстрирует борьбу между силами света и тьмы: здесь мы слышим самое продолжительное студийное соло Мика и яростную игру на барабанах Ли. В четвёртой части вокальная партия Дэвида (ему отведена роль колдуна) начинает убеждать нас в том, что зло побеждает. Но партия Кена (играющего роль главного героя), открывающая финал, знаменует триумф любви и её победу над злом.

## Список композиций
| №  | Название             | Автор(ы)                                       | Длительность |
| -- | -------------------- | ---------------------------------------------- | ------------ |
| 1. | «Sunrise»            | Кен Хенсли                                     | 4:04         |
| 2. | «Spider Woman»       | Мик Бокс, Дэвид Байрон, Ли Керслейк, Гэри Тэйн | 2:25         |
| 3. | «Blind Eye»          | Кен Хенсли                                     | 3:33         |
| 4. | «Echoes in the Dark» | Кен Хенсли                                     | 4:48         |
| 5. | «Rain»               | Кен Хенсли                                     | 3:59         |

| №  | Название                  | Автор(ы)                          | Длительность |
| -- | ------------------------- | --------------------------------- | ------------ |
| 1. | «Sweet Lorraine»          | Мик Бокс, Дэвид Байрон, Гэри Тэйн | 4:13         |
| 2. | «Tales»                   | Кен Хенсли                        | 4:09         |
| 3. | «The Magician’s Birthday» | Мик Бокс, Кен Хенсли, Ли Керслейк | 10:23        |

| №  | Название                                               | Длительность |
| -- | ------------------------------------------------------ | ------------ |
| 1. | «Silver White Man» (out-take: ранее не изданная песня) | 3:43         |
| 2. | «Crystal Ball» (out-take: ранее не изданная песня)     | 4:08         |

| №  | Название                                                          | Длительность |
| -- | ----------------------------------------------------------------- | ------------ |
| 1. | «Crystal Ball» (out-take: ранее не изданная песня)                | 4:08         |
| 2. | «Silver White Man» (out-take: ранее не изданная вокальная версия) | 3:40         |
| 3. | «Proud Words» (ранее не изданная альтернативная версия)           | 3:24         |
| 4. | «Echoes in the Dark» (вариант: ранее не изданная версия)          | 4:23         |
| 5. | «Rain» (вариант: ранее не изданная версия)                        | 3:16         |
| 6. | «Happy Birthday» (ранее не изданная версия)                       | 4:44         |
| 7. | «Sunrise» (сингловая версия: ранее не изданная)                   | 2:49         |
| 8. | «Gary’s Song» (out-take: альтернативная версия «Crystal Ball»)    | 4:25         |
| 9. | «Silver White Man» (out-take: инструментальная версия)            | 3:43         |

## Участники записи
Uriah Heep:
- Дэвид Байрон — вокал
- Кен Хенсли — клавишные, гитара, муг
- Мик Бокс — гитара
- Гэри Тэйн — бас-гитара
- Ли Керслейк — ударные, казу

Приглашённый музыкант:
- Би Джей Коул[англ.] — педальная слайд-гитара (в песне «Tales»)[20]

## Позиции в хит-парадах и показатели продаж
| Год       | Чарт                                       | Высшая позиция | Пребывание |
| --------- | ------------------------------------------ | -------------- | ---------- |
| 1972—1973 | Австралия (Kent Music Report)              | 6              | нет данных |
| 1972—1973 | Великобритания (UK Albums Chart)           | 28             | 3 недели   |
| 1972—1973 | Дания (Hitlisten)                          | 5              | 4 недели   |
| 1972—1973 | Канада (RPM Albums Chart)                  | 22             | 18 недель  |
| 1972—1973 | Норвегия (VG-lista)                        | 5              | 23 недели  |
| 1972—1973 | США (Billboard 200)                        | 31             | 22 недели  |
| 1972—1973 | Финляндия (Suomen virallinen lista)        | 1              | 28 недель  |
| 1972—1973 | ФРГ (Offizielle Top 100)                   | 7              | 7 недель   |
| 1972—1973 | Япония (Oricon)                            | 43             | нет данных |
|           |                                            |                |            |
| 2017      | Великобритания (Independent Albums Chart)  | 38             | 1 неделя   |
| 2017      | Великобритания (Rock & Metal Albums Chart) | 24             | 1 неделя   |
|           |                                            |                |            |
| 2021      | Великобритания (Rock & Metal Albums Chart) | 24             | 1 неделя   |
|           |                                            |                |            |
| 2022      | Великобритания (Rock & Metal Albums Chart) | 37             | 1 неделя   |

| Чарт (1973)              | Позиция |
| ------------------------ | ------- |
| ФРГ (Offizielle Top 100) | 20      |

| Регион                                                      | Сертификация | Продажи  |
| ----------------------------------------------------------- | ------------ | -------- |
| Великобритания (BPI)                                        | Золотой      | 100 000^ |
| США (RIAA)                                                  | Золотой      | 500 000^ |
| Швеция                                                      | —            | 10 000   |
| ^ Данные о тиражах приведены только на основе сертификации. |              |          |